# Zbigniew Toffel
Zbigniew Toffel (ur. 18 marca 1929 we Lwowie, zm. 10 września 2005 w Krakowie) – polski dyrygent i chórmistrz.

## Życiorys
W szóstym roku życia zaczął naukę gry na skrzypcach. Już w latach 1944–1946, jeszcze jako uczeń szkoły muzycznej we Lwowie założył i prowadził gimnazjalną orkiestrę szkolną. Po wyjeździe ze Lwowa, w 1947 roku zdał dużą maturę w Liceum Ogólnokształcącym im. M. Kopernika w Opolu. W latach 1946–1949 grał na skrzypcach w Orkiestrze Symfonicznej w Opolu i jednocześnie założył i prowadził Zespół Pieśni i Tańca przy Komendzie Hufca. W październiku 1949 roku rozpoczął studia na Wydziale Mechanicznym Politechniki Śląskiej w Gliwicach. Równocześnie uczęszczał do Średniej Szkoły Muzycznej w Katowicach. W 1950 roku założył w Politechnice Śląskiej i dyrygował Studencką Orkiestrą Symfoniczną, z którą w 1952 roku na Centralnych Eliminacjach w Krakowie zajął I miejsce i uzyskał I nagrodę Ministra Kultury i Sztuki. Założył również Chór Męski, z którym na tych samych eliminacjach zdobył III miejsce.
Ponieważ przerwał studia w Politechnice w 1952 roku został powołany do wojska i przydzielony do Zespołu Pieśni i Tańca Warszawskiego Okręgu Wojskowego, gdzie grał w orkiestrze na skrzypcach, a następnie dyrygował tym zespołem. Po powrocie z wojska wrócił do pracy w Politechnice Śląskiej – w latach 1954–1956 był kierownikiem artystycznym i dyrygentem około 200-osobowego Zespołu Pieśni i Tańca. Z zespołem tym na Centralnych Eliminacjach w Łodzi zdobył II miejsce. W tym samym czasie był kierownikiem artystyczny i dyrygentem Zespołu Pieśni i Tańca Ziemi Gliwickiej.
Nabyte w zespołach doświadczenia utrwaliły jego zainteresowania i w 1956 roku rozpoczął studia w Państwowej Wyższej Szkole Muzycznej w Krakowie na Wydziale Kompozycji, Teorii i Dyrygentury. Dyrygenturę studiował u prof. Artura Malawskiego, a po jego śmierci u prof. Witolda Krzemieńskiego. Dyplom ukończenia Wyższych Studiów w zakresie dyrygentury uzyskał we wrześniu 1961 roku i przez rok był dyrygentem Chóru Chłopięcego Państwowej Filharmonii w Krakowie.
W latach 1962–1966 był dyrygentem Chóru Polskiego Radia w Krakowie – nagrał archiwalnie około 400 utworów muzyki chóralnej a cappella. W latach 1965–1994 kierował chórem w Operze i Operetce Krakowskiej. Dyrygował gościnnie Orkiestrami Symfonicznymi w wielu miastach w kraju i za granicą.
W latach 1956–1993 organizował i prowadził w Krakowie chóry i zespoły pieśni i tańca m.in.: Huty im Lenina, Technikum Elektrotechnicznego, Technikum Górnictwa Odkrywkowego, Domu Kultury, VIII, X i I LO (Chór Nowodworski) i jednocześnie w latach 1966–1974 i 1980–1993 był nauczycielem Wychowania Muzycznego w liceach krakowskich. W latach 1983–1994 prowadził chór Zespołu Pieśni i Tańca Akademii Górniczo-Hutniczej "Krakus". Od września 1994 roku był na emeryturze, ale cały czas czynnie współpracował ze swą macierzystą instytucją Operetką Krakowską.
Zmarł 10 września 2005 roku po długiej i ciężkiej chorobie. Pochowany w Krakowie na Cmentarzu Rakowickim (cmentarzu wojskowym przy ul. Prandoty, kw. LXXIX-10-4) jako zasłużony dla Miasta Krakowa.

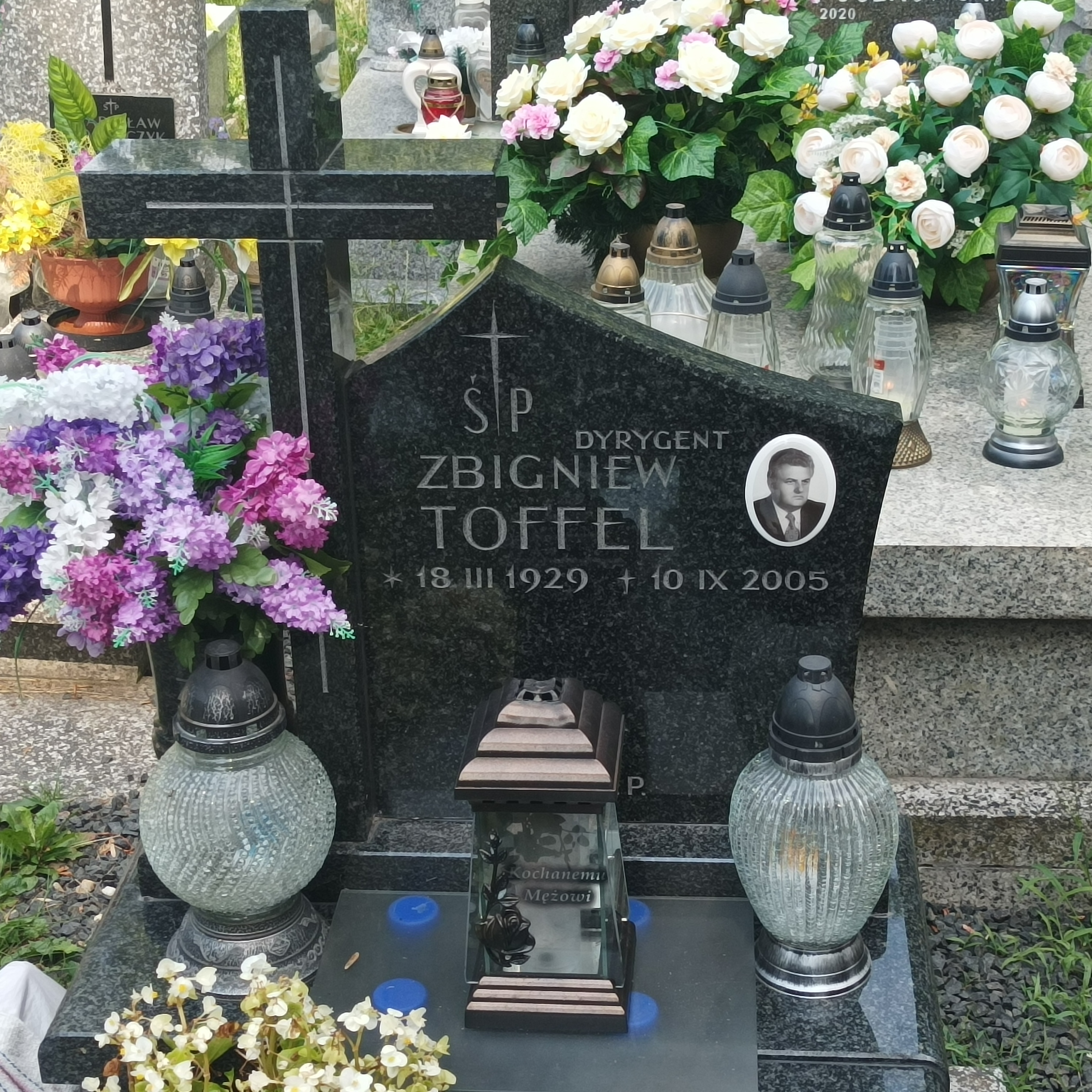
Grób Zbigniewa Toffela na cmentarzu wojskowym przy ul. Prandoty w Krakowie